# Кукуфас
Куку́фас (Кукуфа, Кукуфат)  (лат.  Kukufas, Cucufas, исп.  Cocoba(s), Qaqophas, итал.  Cucufate, кат.  Cugat, Culgat, Cougat; фр.  Cucuphat, Cucufa, Cucuphat, Quiquenfat) — святой Римско-Католической Церкви, мученик, живший на рубеже III и IV веков, один из святых-покровителей Испании.

## Агиография
Кукуфас (более известный в Испании под каталонским вариантом своего имени — Кугат) родился в Карфагене, Северная Африка. Во время преследований христиан римским императором Диоклетианом был вынужден переселиться в Испанию, где вскоре был схвачен префектом Барселоны и казнён за исповедание христианства.
Почитание мученика Кукуфаса распространено, в основном, в Испании и особенно в Каталонии, о чём свидетельствует названный его именем каталонский город Сан-Кугат-дель-Вальес и  одноимённое бенедиктинское аббатство («Монастырь святого Кукуфаса»), расположенное возле Барселоны.
Имя Кукуфаса упоминается в гимне архиепископа Толедо Квирика «Barchinon laeto Cucufate vernans» (VII век).
День памяти — 25 июля, в Барселоне 27 июля из-за совпадения с днём памяти апостола Иакова.

## Гимн епископа Квирика
Barchinon laeto Cucufate vernans,
corporis sancti tumulum honorans,
et locum sacri venerans sepulchri,
sparge ligustris.

## В фольклоре
По испанской традиции к святому Кукуфасу обращаются за помощью, чтобы найти потерянную вещь (аналогично традиции, связанной со святым Антонием Падуанским). При этом обычно завязывают узлы на платке.

## Галерея
- Монастырь в Сан-Кугат-дель-Вальес
- Монастырь де Сан-Кукуфато
- Мощи святого Кукуфаса в диоцезальном музее Барселоны

## Источник
- Benedetto XVI, I santi di Benedetto XVI. Selezione di testi di Papa Benedetto XVI, Libreria Editrice Vaticana, 2008, 151 стр.
- Ratzinger J., Santi. Gli autentici apologeti della Chiesa, Lindau Edizioni, 160 стр.